# Château d'eau d'Otaniemi
Le Château d'eau d'Otaniemi (finnois : Otaniemen vesitorni) est un château d'eau situé dans le quartier d'Otaniemi à Espoo en Finlande.

## Description
Le Château d'eau d'Otaniemi est conçu par Alvar Aalto et construit à Otaniemi à proximité de la Kehä I. 
Le château en béton précontraint a une contenance de 6 000 m3.
Il a une forme de dodécagone. 
Sa hauteur est de 52 mètres.
À ses pieds, il y a un ensemble de bureaux et une  installation de chauffage de pointe

## Galerie

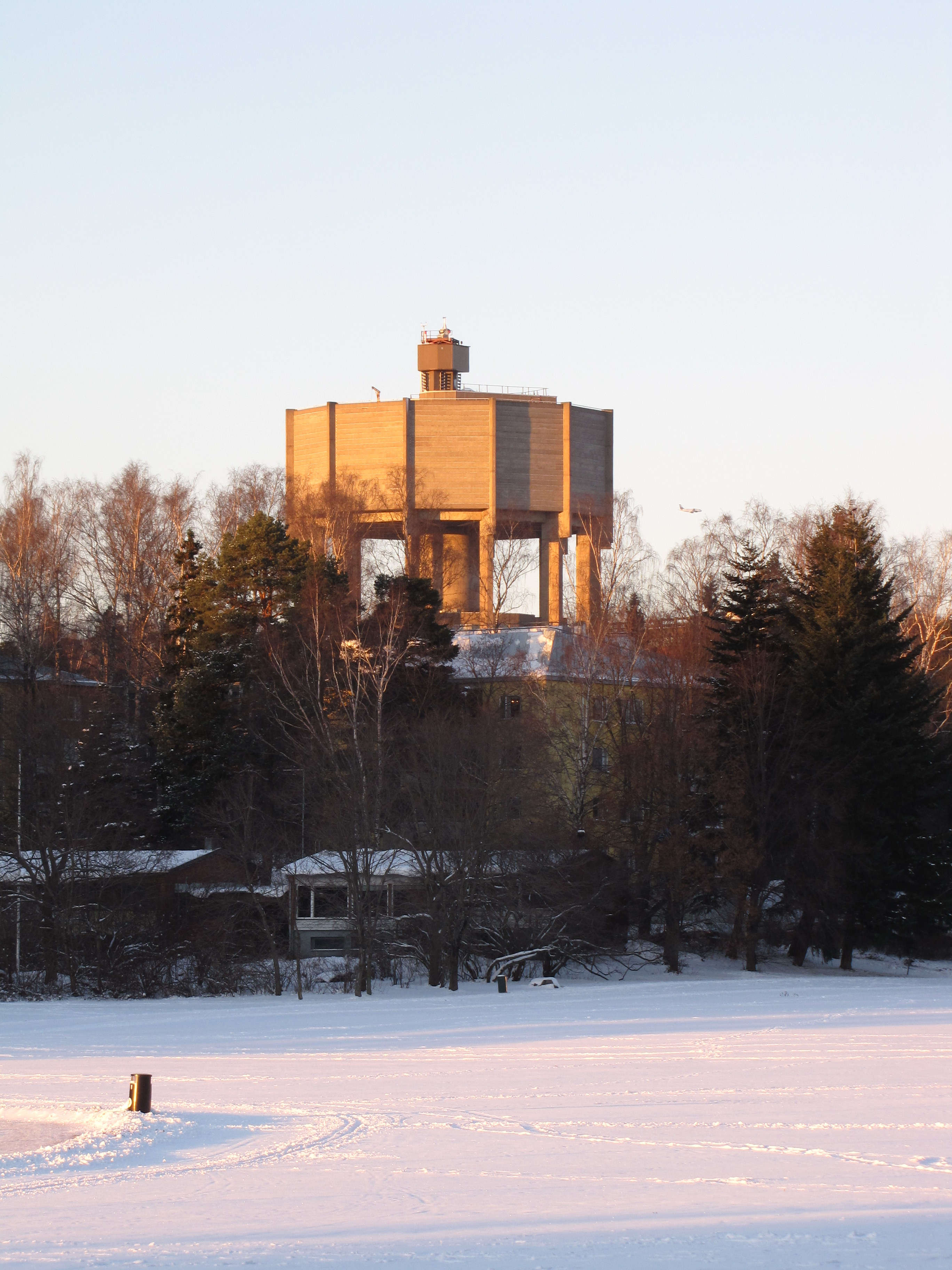
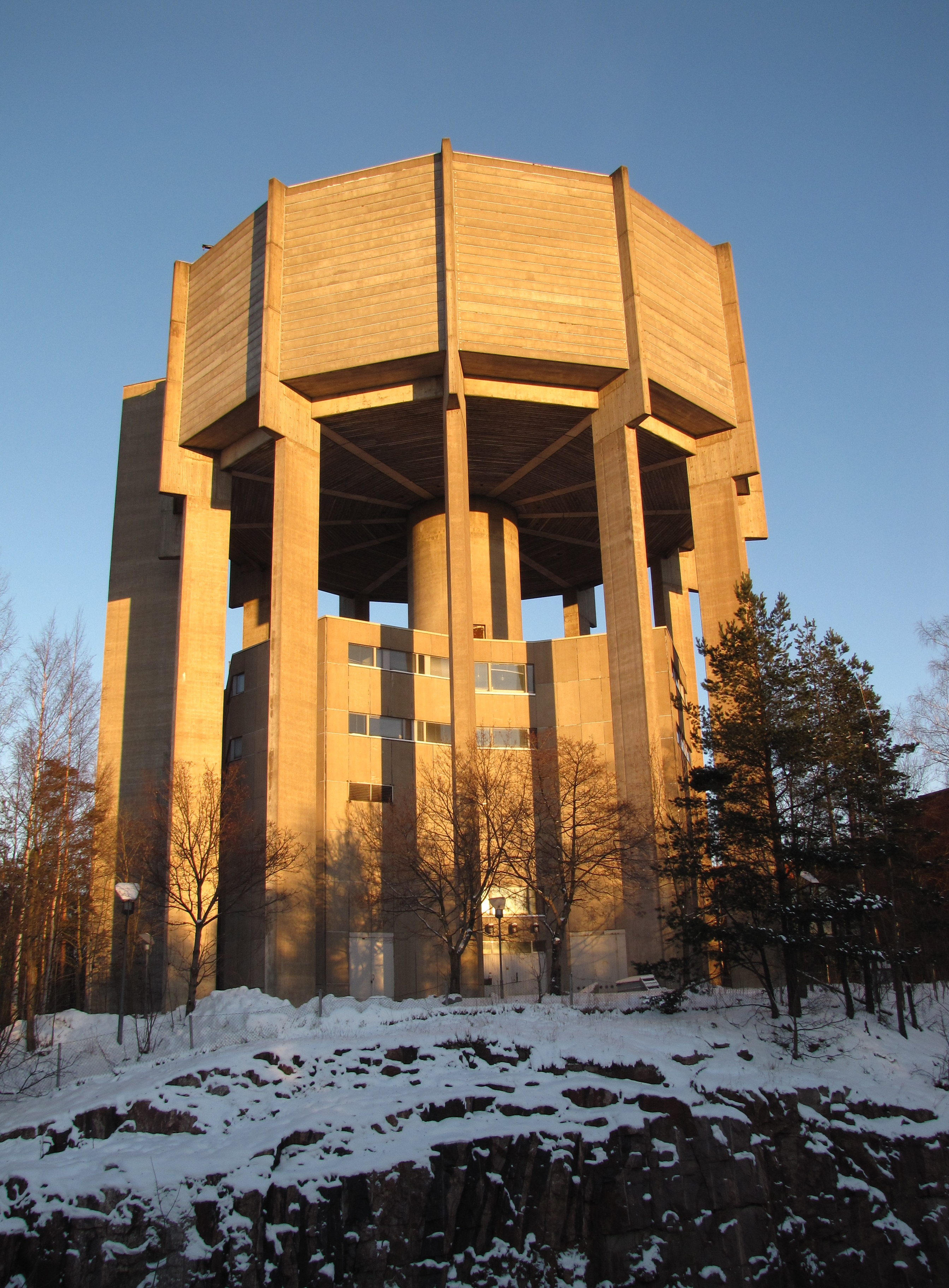
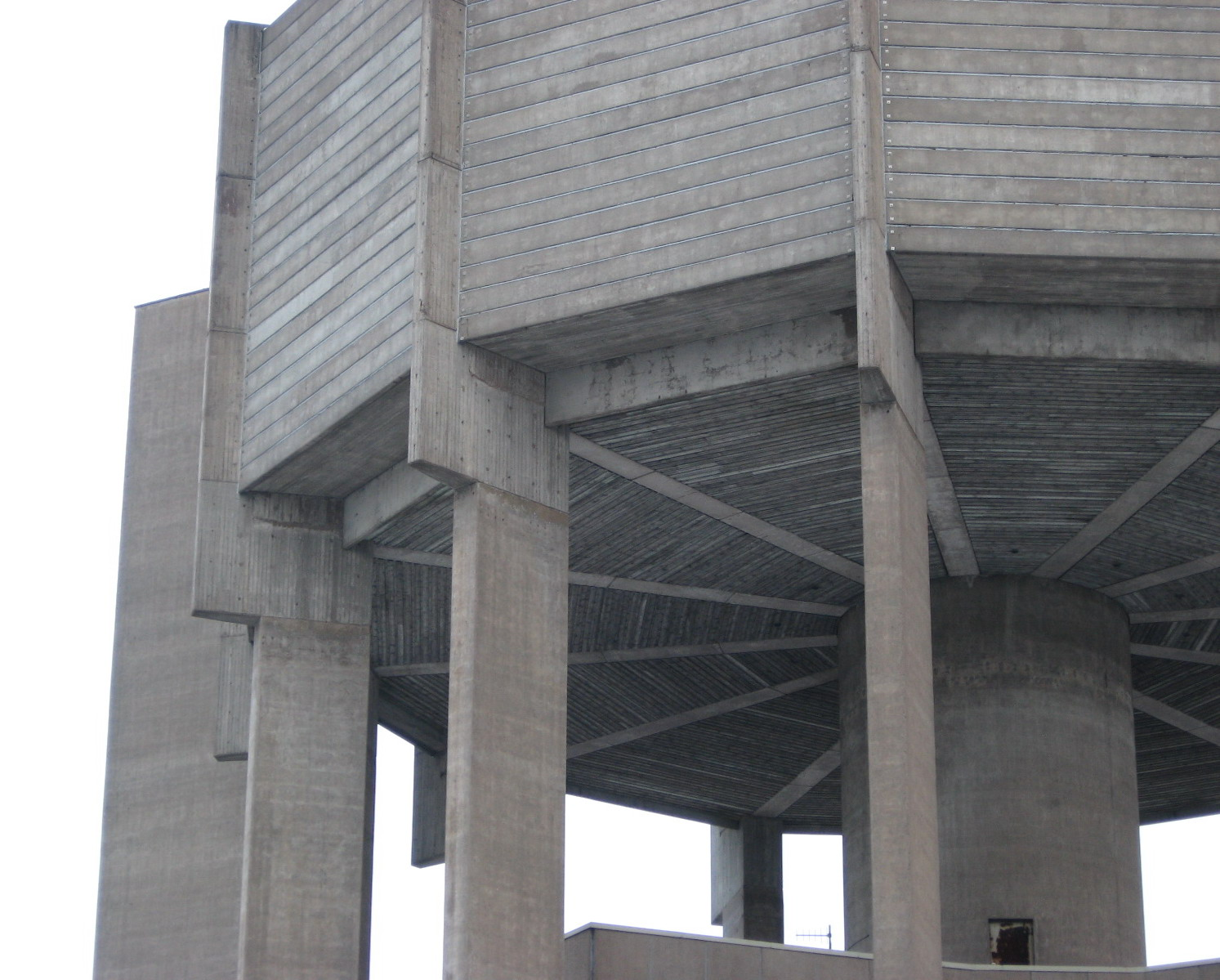
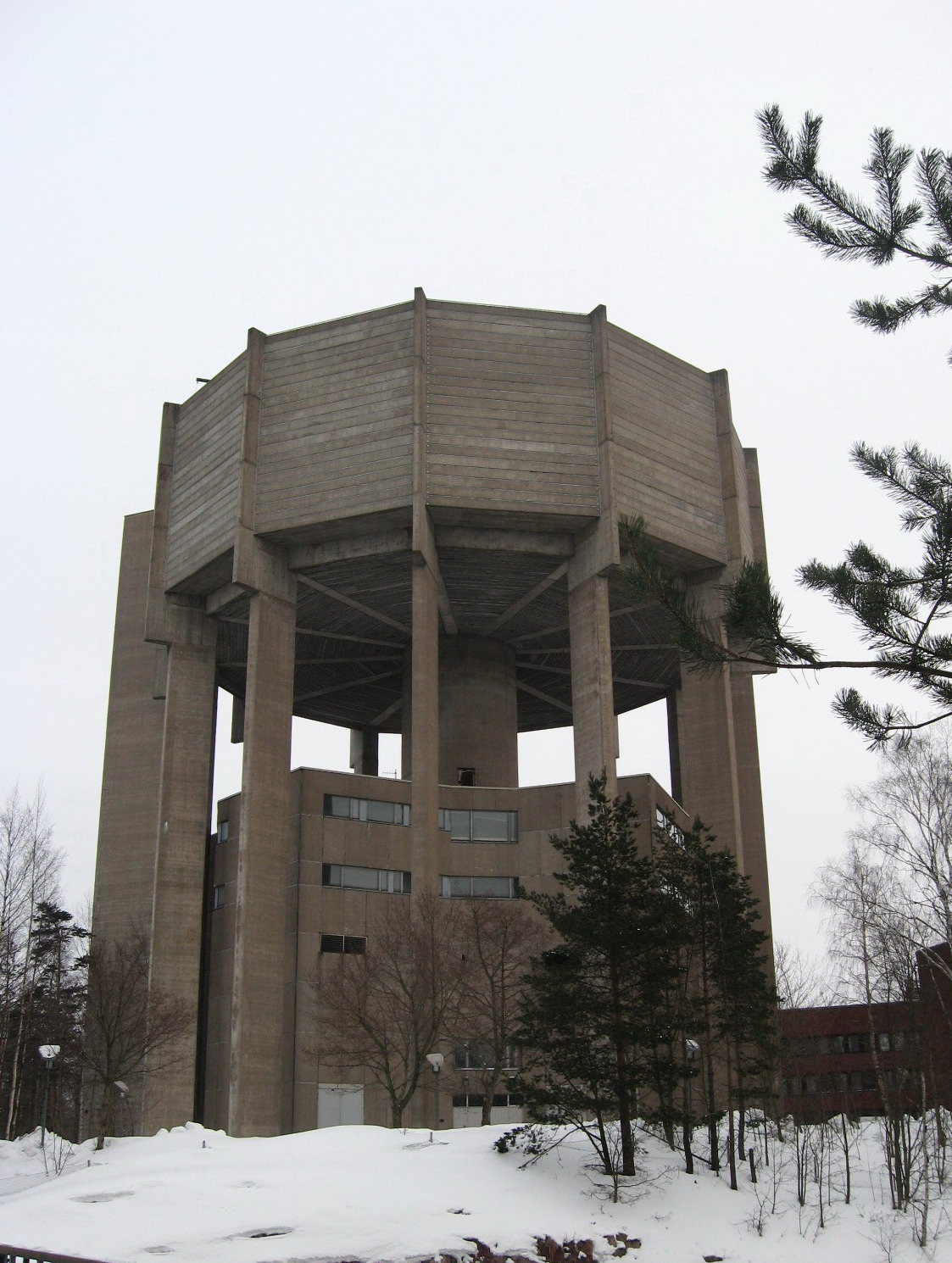
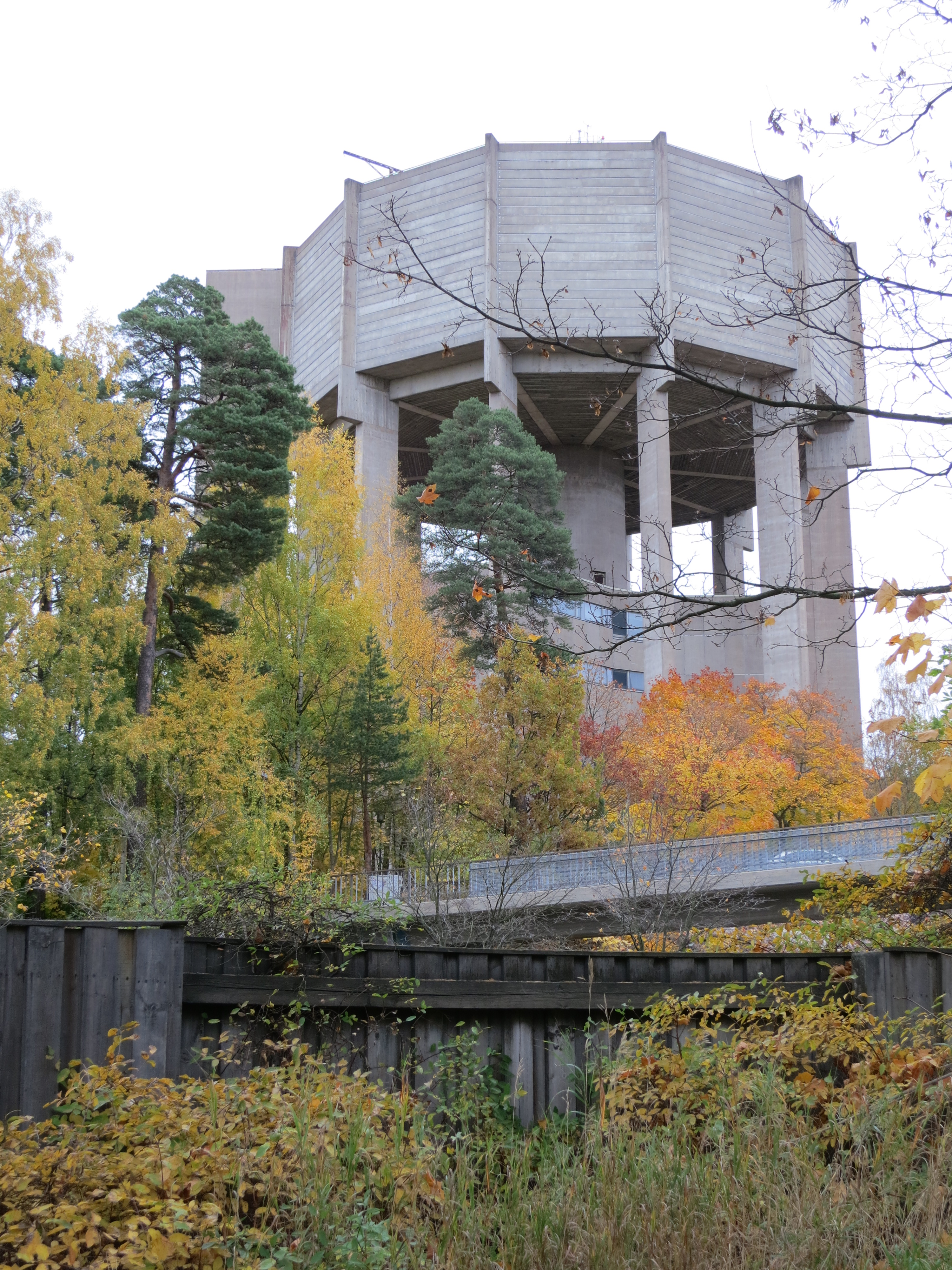